# The Ultimate Christmas Present
The Ultimate Christmas Present (título en español: Nieve en California) es una película original de Disney Channel transmitida por primera vez en Estados Unidos el 1 de diciembre del 2000, por Disney Channel. Fue dirigida por Greg Beeman y protagonizada por Hallee Hirsh y Brenda Song. Fue parte de la temporada de Navidad de Disney Channel del año 2000.

## Reparto
- Hallee Hirsh - Allison Rachel "Allie" Thompson
- Brenda Song - Samantha Elizabeth "Sam" Kwan
- Hallie Todd - Michelle Thompson
- Spencer Breslin - Joey Thompson
- Greg Kean - Steve Thompson
- John B. Lowe - Santa Claus
- John Salley - Crumpet
- Bill Fagerbakke - Sparky
- Peter Scolari - Edwin Hadley
- Jason Schombing - Sr. Martino
- Tiffany Desrosiers - Tina